# Telikały
Telikały – część wsi Zynie w Polsce, położona w województwie lubelskim, w powiecie biłgorajskim, w gminie Księżpol.
W latach 1975–1998 Telikały administracyjnie należały do województwa zamojskiego.